# Valea Oilor
Valea Oilor – wieś w Rumunii, w okręgu Jassy, w gminie Bălțați. W 2011 roku liczyła 609 mieszkańców.